# Live Magic
《Live Magic》은 1986년 영국의 록 밴드 퀸의 1986년 'A Kind of Magic' 투어에서의 라이브 공연을 녹음, 편집하여 발매된 앨범이다. 이 라이브 앨범의 수록곡들은 1986년 7월 11일과 7월 12일 영국의 웸블리 경기장에서의 콘서트와 7월 27일 헝가리 부다페스트에서 열린 콘서트, 그리고 8월 9일 영국의 네브워스 공원에서 열린 콘서트에서 녹음되었다.
이 라이브 음반은 발매된 후 많은 비판을 받았는데, 그 이유는 Bohemian Rhapsody의 오페라 부분과 I Want To Break Free의 전주가 잘려나가는 등 많은 곡들을 짧게 편집했기 때문이다. 이 라이브 앨범에서 4번 트랙 A Kind Of Magic과 5번 트랙 Under Pressure(7월 27일 부다페스트 공연), 8번 트랙 Is This the World We Created?(7월 11일 웸블리 공연)와 10번 트랙 Hammer To Fall(7월 12일 웸블리 공연)을 제외한 대부분의 곡은 8월 9일 영국의 네브워스 공원에서 녹음된 곡들인데, 이 공연은 프레디 머큐리가 퀸 멤버들과 함께 한 마지막 콘서트였다. 네브워스 공연에는 12만명에 달하는 관중이 왔는데, 아쉽게도 공연실황 비디오는 없다. "Under Pressure (Knebworth Mix)" 나 Is This The World We Created...?를 제외하면 추가 음원도 발굴되지 않았고, 다만 유튜브에 한 관중이 대형화면을 촬영한 조악한 영상과 음질의 부틀렉으로만 볼 수 있다.

## 앨범 수록곡
| 1. One Vision (Queen) 2. Tie Your Mother Down (May) 3. Seven Seas Of Rhye (Mercury) 4. A Kind Of Magic (Taylor) 5. Under Pressure (Queen/Bowie) 6. Another One Bites the Dust (Deacon) 7. I Want To Break Free (Deacon) 8. Is This the World We Created? (Mercury/May) 9. Bohemian Rhapsody (Mercury) 10. Hammer To Fall (May) 11. Radio Ga-Ga (Taylor) 12. We Will Rock You (May) 13. Friends Will Be Friends (Mercury/Deacon) 14. We Are the Champions (Mercury) 15. God Save the Queen (Trad. arr. May) |